# Rallye Sanremo 1974

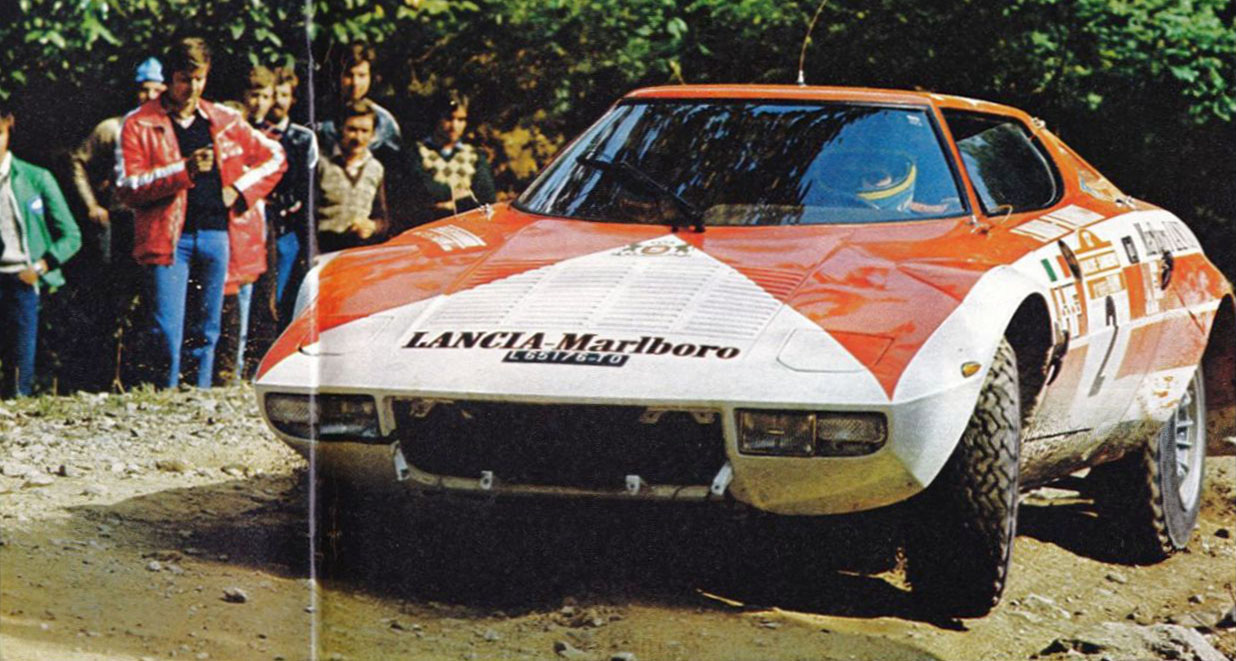
Sandro Munari bei der Rallye Sanremo 1974.

Die 16. Rallye Sanremo war der 4. Lauf zur Rallye-Weltmeisterschaft 1974. Sie fand vom 2. bis zum 5. Oktober in der Region von Sanremo statt.

## Klassifikationen

### Endergebnis
| Rang | Fahrer                       | Co-Pilot           | Auto                       | Zeit (Std./Min./Sek.) | Rückstand Sieger(Std./Min./Sek.) Rückstand V (Std./Min./Sek.) |
| ---- | ---------------------------- | ------------------ | -------------------------- | --------------------- | ------------------------------------------------------------- |
| 1    | Sandro Munari                | Mario Mannucci     | Lancia Stratos HF          | 09:12:43              | 0:00:00                                                       |
| 2    | Giulio Bisulli               | Francesco Rossetti | Fiat 124 Abarth Rallye     | 09:20:30              | 0:07:47                                                       |
| 3    | Alfredo Fagnola              | Elvio Novarese     | Opel Ascona                | 09:56:09              | 0:43:26 0:35:39                                               |
| 4    | Shekhar Mehta                | Martin Holmes      | Lancia Beta Coupé          | 09:58:38              | 0:45:55 0:02:29                                               |
| 5    | Gualberto Carduzzi Artenisio | Dino Defendenti    | Porsche 911                | 10:05:59              | 0:53:16 0:07:21                                               |
| 6    | Mido Morielli                | Carlo Zamunaro     | Lancia Fulvia 1.6 Coupé HF | 10:13:12              | 1:00:29 0:07:13                                               |
| 7    | Renzo Magnani                | Roberto Dalpozzo   | Lancia Fulvia 1.6 Coupé HF | 10:15:10              | 1:02:27 0:01:58                                               |
| 8    | Alain Errani                 | Vincent Laverne    | Opel Ascona                | 10:17:14              | 1:04:31 0:02:04                                               |
| 9    | Paolo Isnardi                | Simone Scimone     | Opel Ascona                | 10:24:24              | 1:11:41 0:07:10                                               |
| 10   | Giorgio Bramino              | Giorgio D’Angelo   | Opel Ascona                | 10:27:15              | 1:14:32 0:02:51                                               |

Insgesamt wurden 33 von 106 gemeldeten Fahrzeuge klassiert.

### Herstellerwertung
| Pos. | Team       | Punkte |
| ---- | ---------- | ------ |
| 1    | Fiat       | 48     |
| 2    | Lancia     | 32     |
| 3    | Ford       | 24     |
| 4    | Porsche    | 23     |
| 5    | Mitsubishi | 15     |

Die Fahrer-Weltmeisterschaft wurde erst ab 1979 ausgeschrieben.